# Lepidodactylus orientalis
Lepidodactylus orientalis este o specie de șopârle din genul Lepidodactylus, familia Gekkonidae, descrisă de Walter Varian Brown și Parker 1977. Conform Catalogue of Life specia Lepidodactylus orientalis nu are subspecii cunoscute.